# Portail open data
Pour les articles homonymes, voir Portail (homonymie).
 (novembre 2022).
Si vous disposez d'ouvrages ou d'articles de référence ou si vous connaissez des sites web de qualité traitant du thème abordé ici, merci de compléter l'article en donnant les références utiles à sa vérifiabilité et en les liant à la section « Notes et références ».
Un portail open data ou portail de données ouvertes est un site web destiné à diffuser des données ouvertes. Par exemple, data.gov est le portail open data du gouvernement américain et data.gouv.fr le portail open data du gouvernement français.
Plusieurs logiciels existent pour gérer un portail open data. L'Open Knowledge Foundation a conçu le logiciel libre Comprehensive Knowledge Archive Network (CKAN) et la mission Etalab a créé le logiciel uData qui est aussi utilisé par le portail open data du Luxembourg. Il existe aussi des solutions commerciales comme celle de la société OpenDataSoft ou ArcGIS Hub.